# UHC Grünenmatt
UHC Grünenmatt är en innebandyklubb i Sumiswald i Schweiz. Klubben grundades 1985 och gick 2007 för första gången upp i Swiss Mobiliar League, den schweiziska högstadivisionen. De har som bäst kommit till semifinal i schweiziska cupen två gånger.
Flera svenskar har spelat i klubben genom åren, bland andra Kalle Berglund, Niklas Blomqvist och Patrik Norling. Jens Frejd spelar i klubben just nu.